# کوئیمادا
کوئیمادا (به ایتالیایی: Queimada) فیلمی ایتالیایی به کارگردانی جیلو پونته‌کوروو است که در آن مارلون براندو به نقش سر ویلیام والکر نقش آفرینی کرده است.
موسیقی متن این فیلم را انیو موریکونه آهنگساز بزرگ و مشهور ایتالیایی ساخته است.
مارلون براندو نقش خود در این فیلم را بهترین بازی خود می‌نامید.